# Kościół św. Barbary w Gliwicach
Kościół św. Barbary w Gliwicach (Kościół Garnizonowy) – kościół parafialny parafii wojskowej w Gliwicach w dekanacie Gliwice w diecezji gliwickiej, położony w dzielnicy Śródmieście, dawny kościół ewangelicki.
W 1867 roku w starym kościele zamiast starego ołtarza wstawiono marmurowy krzyż.
W pobliżu kościoła przebiegają szlaki turystyczne:
- Szlak Powstańców Śląskich,
- Szlak Husarii Polskiej,
- trasa rowerowa nr 3[5].

## Historia

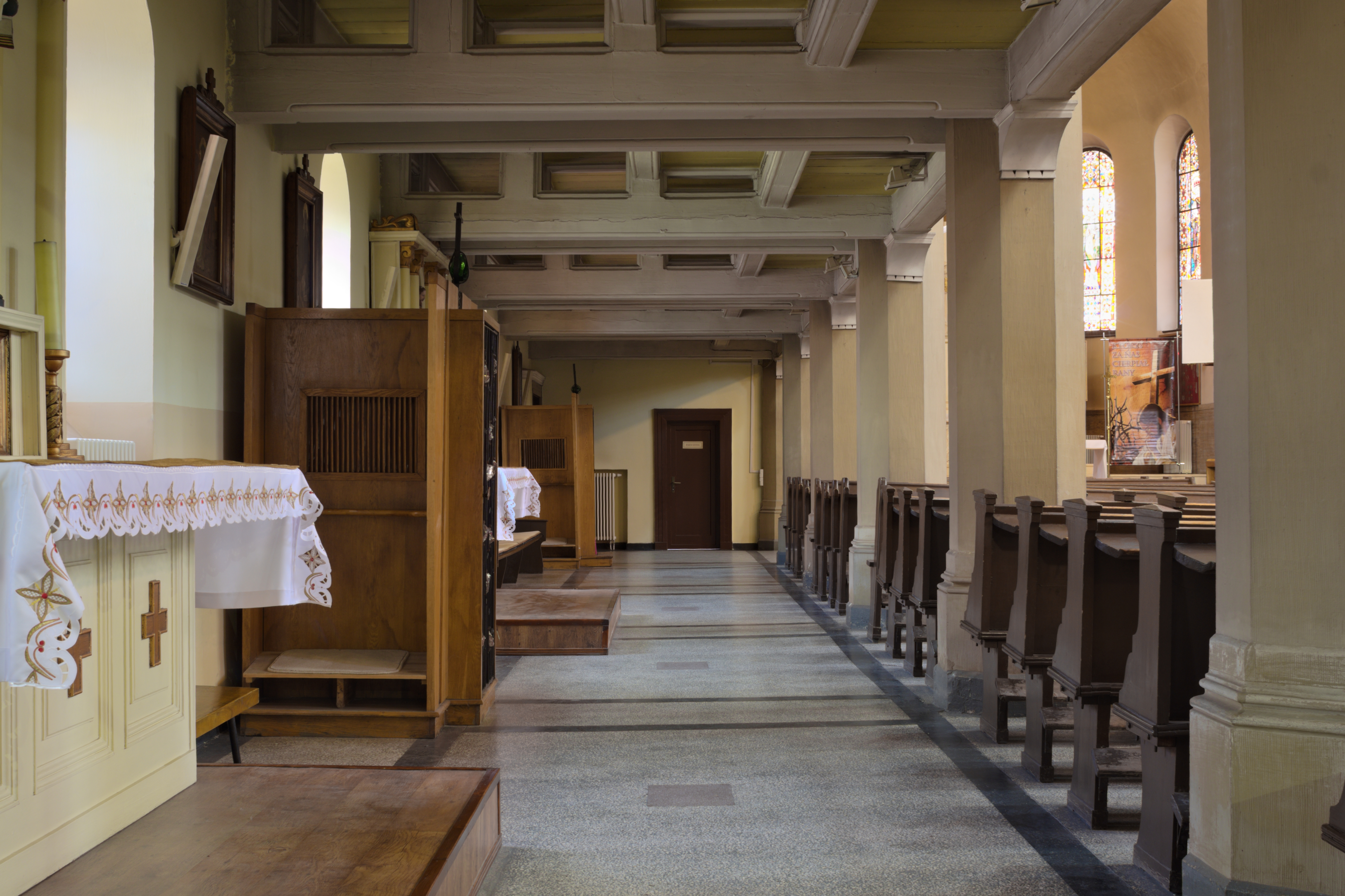
Nawa boczna (2020)

Poprzedni kościół, drewniany, jednonawowy, powstał przed 1482 i istniał do 1860. Jego wygląd przedstawia pamiątkowy krzyż fundacji pastora Roberta Sigismunda Beera, postawiony w miejscu dawnego prezbiterium. W świątyni, od 14 września 1809 odbywały się nabożeństwa katolickie i ewangelickie. Ewangelicy przejęli kościół 7 lipca 1815 roku, a przekazanie miało charakter uroczystej ceremonii.
Ponieważ świątynia była zbyt mała dla zwiększającej się liczby wiernych, w 1835 roku rozpoczęto starania o budowę nowego kościoła. Został on wybudowany w latach 1856-1859 przez miejscową parafię ewangelicką według projektu berlińskiego architekta Augusta Stülera. Wmurowanie kamienia węgielnego miało miejsce 15 maja 1856 r. Uroczyste poświęcenie kościoła nastąpiło 1 listopada 1859 roku. 
Podczas budowy wieży wystąpiły poważne problemy konstrukcyjne. Na wysokości 18,3 m odchyliła się ona od pionu o 15 cm. Po zabiegach prostowania osiągnęła poziom 25,3 m. Zwieńczono ją strzelistym hełmem o wysokości 19,2 m wysokości co łącznie dało wysokość 44,5 m. Obiekt oddano do użytku dopiero w 1863 roku. Po II wojnie światowej przekazano go duszpasterstwu Wojska Polskiego.

## Architektura i wnętrze

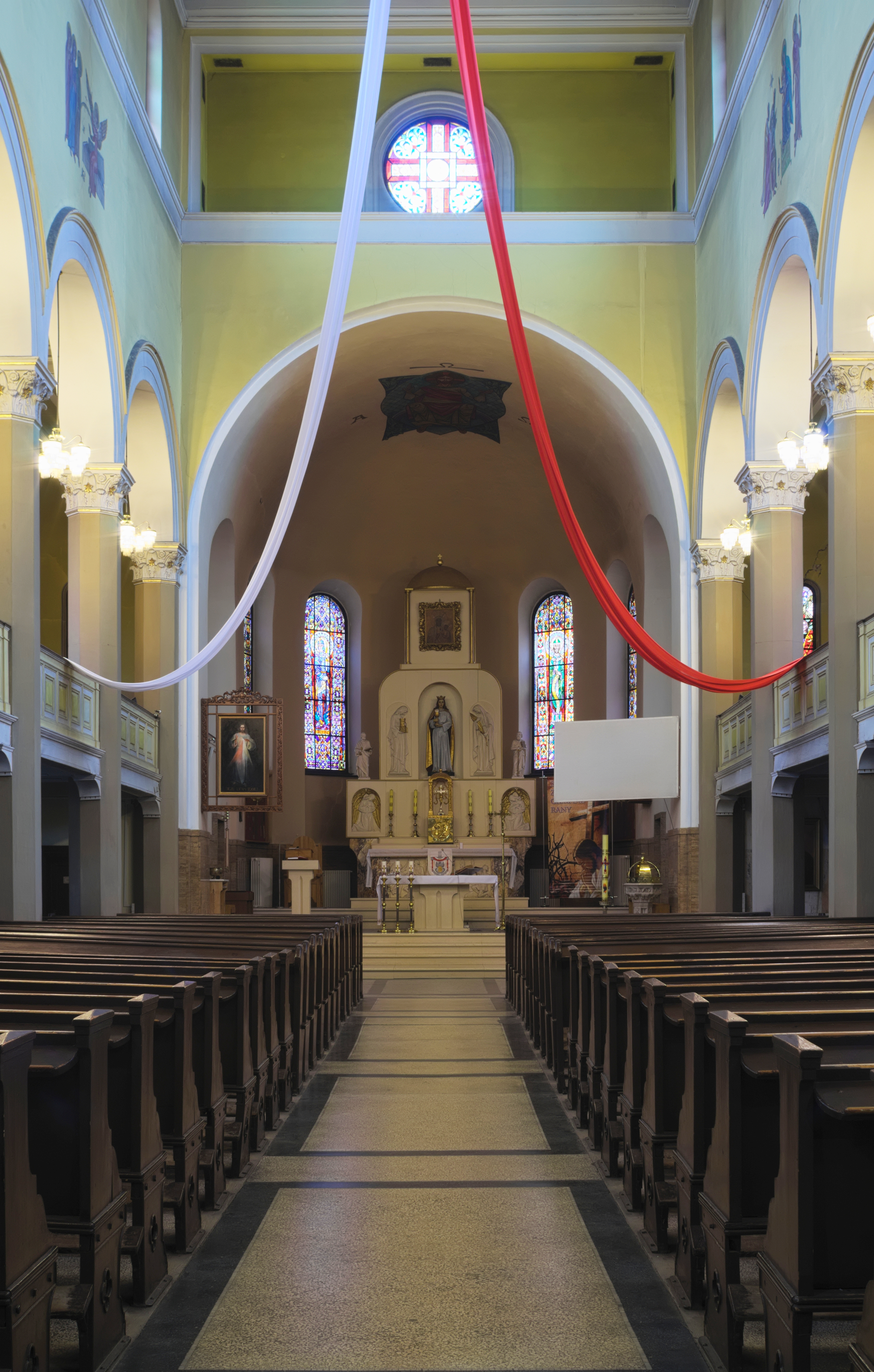
Nawa główna (2020)

Kościół ma formę tradycyjnej bazyliki trójnawowej, przekrytej stropem, bez transeptu i bocznych kaplic. W nawach bocznych o mniejszej wysokości znajdują się empory wsparte na filarach. Naprzeciw prezbiterium, w nawie głównej, znajduje się prospekt organowy. 
Ołtarz główny, klasycyzujący, przedstawia św. Barbarę w otoczeniu męczennic. W latach 90. XX wieku w zwieńczeniu ołtarza umieszczono kopię obrazu Matki Boskiej Częstochowskiej, znajdującą się poprzednio w ołtarzu bocznym. Ołtarze w nawach bocznych poświęcono Najświętszemu Sercu Jezusa, św. Antoniemu, św. Józefowi i św. Judzie Tadeuszowi. Ściany zdobią współczesne malunki, przedstawiające m.in. Chrystusa w Mandorli oraz św. Maksymiliana Kolbe. Kościół zdobią także tablice i epitafia, upamiętniające Polaków zesłanych na Syberię, ofiary łagrów, Orlęta Lwowskie czy żołnierzy Armii Krajowej.

## Otoczenie
Przed kościołem posąg św. Barbary oraz krzyż upamiętniający poprzednią, drewnianą świątynię.